# Кайто-Мару
Кайто-Мару — транспортне судно, яке під час Другої світової війни взяло участь у операціях японських збройних сил в архіпелазі Бісмарка.
Кайто-Мару спорудили в 1943 році на верфі Osaka Zosensho у Осаці на замовлення компанії Kaiyo Kisen із Кобе.
12 грудня 1943-го судно у складі конвою N-206 вийшло з Палау (важливий транспорт ний хаб у західній частині Каролінських островів) до Рабаулу — головної бази у архіпелазі Бісмарка, з якої японці вже майже два роки провадили операції на Соломонових островах та сході Нової Гвінеї. Кайто-Мару мало на борту 420 вояків зі складу 212-го будівельного загону ВМФ та вантаж вугілля.
Під вечір 19 грудня в районі за пів сотні кілометрів на північ від Кавієнгу (острів Нова Ірландія) конвой виявив та атакував літаючий човен «Каталіна». Хоча ця перша атака була відбита, проте вже через півтори години, о 20:40, відбувся другий авіаналіт, у якому брали участь бомбардувальники В-24. Уражене Кайто-Мару загорілось і затонуло наступного дня. При цьому загинуло 262 військовослужбовці та 26 членів екіпажу.